# X12
X12 är ett eldrivet normalspårigt motorvagnståg som används i Sverige. X12-tågsätten är tvådelade. De tillverkades 1991–1994 av ABB. X12 är en vidareutveckling av den decenniet äldre X10. X12 har 2+2 säten i bredd precis som vissa X11, medan X10, övriga X11 och X14 har 2+3. X12 går som regionaltåg.

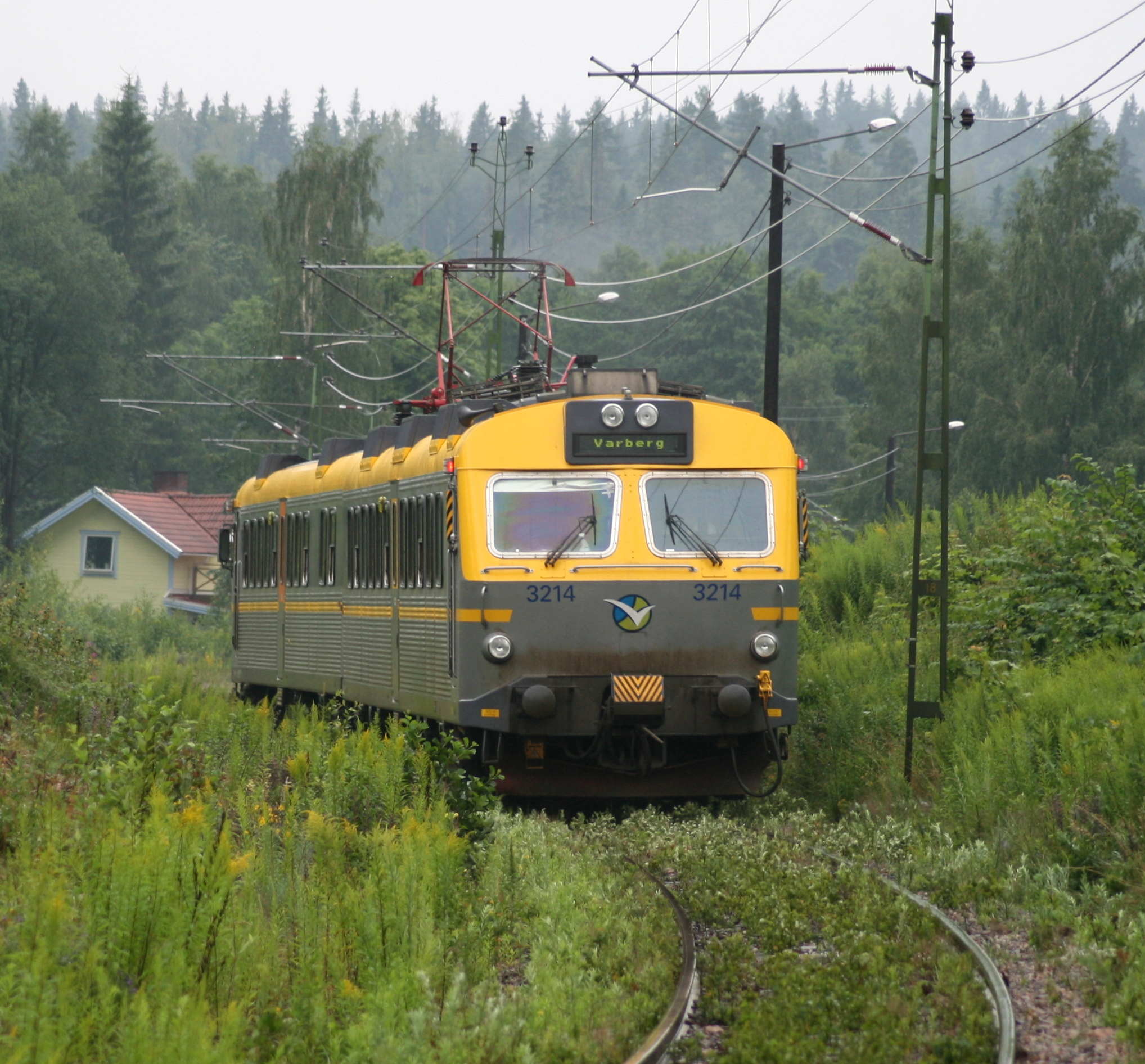
Ett Västtrafik X12-tåg med nr. 3214 utanför Borås

## Bakgrund
Från början fanns det 18 enheter som alla hade SJ:s gamla blåa färgsättning men 2000 och 2009 byggdes två av dem om till X14. Tågtypen finns numera endast hos Västtrafik. I början av 2009 köpte Västtrafik sju X12 och en X14 från SJ AB som redan gick i deras trafik på Bohusbanan, Kust till kust-banan, Viskadalsbanan, Norge/Vänerbanan och Älvsborgsbanan. Sedan mitten av december 2021 hyr Västtrafik även in SJ:s fyra enheter, på grund av tågbrist. Tidigare trafikerade X12 även linjen Sala-Västerås-Eskilstuna-Katrineholm-Norrköping-Linköping. 2013 köpte leasingbolaget Transitio tre X12, dessa ställdes dock av i december 2020 eftersom de inte längre hade några trafikuppgifter. De slopades ett knappt halvår senare och skrotades i juni 2021. X12 har även använts hos Västmanlands lokaltrafik och UL.

## Upprustning
Då enheterna efter många års trafik hade blivit såväl rostiga som matta i lacken samt att inredningen hade blivit både sliten och omodern så bestämdes det att de alla skulle genomgå ett upprustningsprogram. 2009 började Västtrafik att rusta upp sina enheter med ny inredning och de målades också om i deras grå-gula färgsättning. 2012–2013 rustade även SJ upp sina kvarvarande enheter med ny inredning och målade om dessa i en grå färgsättning. Transitios enheter var således de enda som hade kvar SJ:s ursprungliga inredning och blåa färgsättning.

## Slopning och skrotning
Då Transitio inte längre hade någon användning för sina tre enheter så ställdes de av i väntan på vidare öde. Under vintern och våren 2021 gjordes försök att hyra ut eller sälja enheterna men eftersom ingen visat intresse för dessa så slopades de istället och skrotningsbeslut för samtliga fattades.
I juni 2021 skickades två av enheterna direkt till skroten i Nykroppa och den tredje till Tågverkstaden i Tillberga. Där plockades den först på reservdelar för att sedan skrotas.

## Vagnar
- SJ: 3194 och 3220–3222. (4 st)
- Västtrafik: 3195–3197 och 3214–3219. (9 st)[5]
- 3190 och 3223 är ombyggda till X14 och ägs nu av Transitio som i sin tur hyr ut dessa till Krösatåg.

## Uthyrda enheter
SJ:s 3194 och 3220-3222 är uthyrda till Västtrafik sedan mitten av december 2021.

## Olyckan i Uddevalla
Den 15 januari 2024 krockade vagn 3194 med en lastbil som fastnat med släpvagnen mellan bommarna vid en plankorsning i Ramseröd utanför Uddevalla. Tågföraren omkom medan passagerarna och konduktören klarade sig. Några av passagerarna fick dock lindriga skador. Lastbilsföraren försökte förgäves varna SJ Götalandståg men då var det redan för sent, kort därefter kom tåget i full fart och föraren hade inte en chans att stanna. 
Tåget körde rakt in i släpvagnen som slets loss från lastbilen och skyfflades framför tåget ett hundratal meter innan det tog stopp.
Hytten i A-delen, som föraren satt i, trycktes ihop och totaldemolerades varvid föraren klämdes fast och skadades så svårt att han avled omedelbart.
Enheten är nu avställd och kommer troligen att slopas.

## Avställda enheter
3194.

## Skrotade enheter
3191-3193.